# Terminalia darlingii
Terminalia darlingii är en tvåhjärtbladig växtart som beskrevs av Merrill. Terminalia darlingii ingår i släktet Terminalia och familjen Combretaceae. Inga underarter finns listade i Catalogue of Life.